# Liste der Stolpersteine in Velten

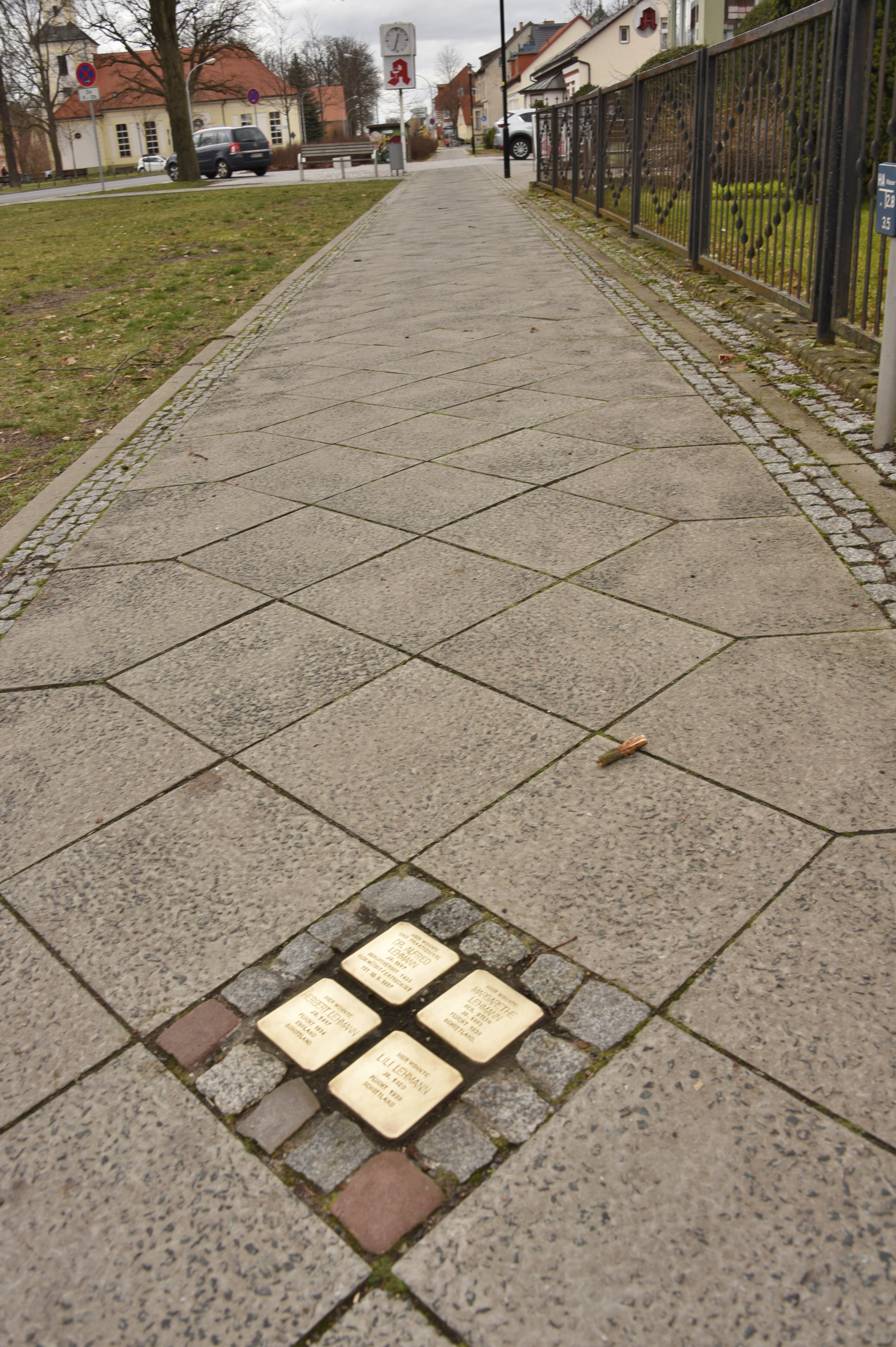
Stolpersteine in Velten

Die Liste der Stolpersteine in Velten enthält die Stolpersteine, die in der Stadt Velten (Brandenburg) verlegt wurden. Stolpersteine erinnern an das Schicksal der Menschen, die von den Nationalsozialisten ermordet, deportiert, vertrieben oder in den Suizid getrieben wurden. Die Stolpersteine wurden vom Künstler Gunter Demnig konzipiert und werden von ihm in der Regel selbst verlegt.
Die Stolpersteine liegen im Regelfall vor dem letzten selbstgewählten Wohnort des Opfers.

## Stolpersteine
Die Tabelle ist teilweise sortierbar; die Grundsortierung erfolgt alphabetisch nach dem Familiennamen.
| Stolperstein | Inschrift | Verlegeort         | Name, Leben |
| ------------ | --- | ------------------ | --- |
|              | HIER WOHNTE ERNA GERSINSKI GEB. JUNG JG. 1896 IM WIDERSTAND / KPD ‘SCHUTZHAFT’ 1933 ORANIENBURG MISSHANDELTy ÜBERLEBT                                                                        | Wilhelmstraße 13 · | Erna Gersinski wurde am 12. März 1896 als Erna Jung in Velten geboren. Nach dem Besuch der Volksschule arbeitete sie als Haushaltshilfe und Schlosserin. Sie schloss sich dem Deutschen Metallarbeiterverband (DMV) und der USPD an und wechselte 1920 zur KPD. Sie heiratete Gustav Gersinski und war gewähltes Mitglied im Gemeinderat. Seit 1933 wurde sie wegen ihrer politischen Aktivitäten mehrmals verhaftet und in Konzentrationslagern inhaftiert, wo sie auch Misshandlungen erlitt. Nach ihrer Befreiung nach Kriegsende wurde sie Mitglied der SED und in den Stadtrat gewählt. Sie starb am 22. Januar 1964 in Hennigsdorf. |
|              | HIER WOHNTE GUSTAV GERSINSKI JG. 1893 IM WIDERSTAND / KPD SEIT MAI 1933 INHAFTIERT IN MEHREREN KZ'S ENTLASSEN ENDE 1934 VERHAFTET AUG 1944 ‘AKTION GITTER’ BERGEN-BELSEN ERMORDET APRIL 1945 | Wilhelmstraße 13 · | Gustav Gersinski wurde am 15. Mai 1893 in Groß Brausen bei Susz in Westpreußen geboren. In Velten war er mit Erna Gersinski verheiratet und als Gründungsmitglied der KPD-Ortsgruppe Velten politisch organisiert. 1924 wurde er in den Gemeinderat und 1926 als Vorsitzender der KPD-Fraktion in den Kreistag Osthavelland gewählt. Wegen seiner politischen Aktivitäten war er ab 1933 im KZ Sonnenburg verhaftet und kam 1934 zunächst wieder frei. 1944 wurde er erneut verhaftet und in das KZ Sachsenhausen gebracht. Er starb im April 1945 im KZ Bergen-Belsen. Nach Gustav Gersinski war in der DDR-Zeit bis Anfang der 1990er Jahre die POS Gustav Gersinski (heute Barbara-Zürner-Oberschule), der Gustav-Gersinski-Park (Viktoriapark) und die Gustav-Gersinski-Straße (Viktoriastraße) in Velten benannt. Ein Gedenkstein für ihn im Viktoriapark war im Denkmalverzeichnis 2013 eingetragen, die Gedenktafel soll im Rathaus eingelagert sein. |
|              | HIER WOHNTE UND PRAKTIZIERTE DR. ALFRED LEHMANN JG. 1887 BERUFSVERBOT 1933 GEDEMÜTIGT / ENTRECHTET TOT 30.9.1937                                                                             | Breite Straße 74 · | Alfred Lehmann wurde 1878 geboren. Er war Arzt und verheiratet mit Margarethe Lehmann. Das Paar hatte zwei Kinder: Herbert und Lili. Trotz Berufsverbotes ab 1933 behandelte er Patienten heimlich weiter. Alfred Lehmann starb am 30. September 1937 in Berlin. Seine Frau und seine Kinder konnten nach England emigrieren. |
|              | HIER WOHNTE HERBERT LEHMANN JG. 1917 FLUCHT 1934 ENGLAND SCHOTTLAND | Breite Straße 74 · | Herbert Lehmann wurde 1917 geboren. Er war der Sohn von Alfred und Margarethe Lehmann und Bruder von Lili Lehmann. Herbert Lehmann emigrierte nach England und schließlich nach Schottland. Er studierte. 1939 gelang es ihm seine Mutter und seine Schwester nach England nachzuholen, sein Vater war bereits 1937 verstorben. |
|              | HIER WOHNTE LILI LEHMANN JG. 1920 FLUCHT 1939 SCHOTTLAND | Breite Straße 74 · | Lili Lehmann wurde 1920 geboren. Ihre Eltern waren Alfred Lehmann und Margarethe Lehmann. Ihr Vater starb 1937 in Berlin. Lili Lehmann emigrierte 1939 mit der Hilfe ihres Bruders zusammen mit ihrer Mutter nach England. |
|              | HIER WOHNTE MARGARETHE LEHMANN GEB. STEIN JG. 1883 FLUCHT 1939 SCHOTTLAND | Breite Straße 74 · | Margarethe Lehmann, geborene Stein, wurde 1883 geboren. Sie war mit Alfred Lehmann verheiratet, das Paar hatte zwei Kinder: Herbert und Lili. Ihr Ehemann starb 1937. Margarethe Lehmann und ihre Tochter emigrierten 1939 mit Hilfe des Sohnes nach England |
|              | HIER WOHNTE RICHARD UNGERMANN JG. 1908 IM WIDERSTAND / ADGB / RFB ‘SCHUTZHAFT’ 1933 VELTENER RATHAUS MEISSNERSHOF BESTIALISCH GEFOLTERT ERSCHOSSEN APRIL 1933 IN DER HAVEL VERSENKT          | Wilhelmstraße 19 · | Richard Ungermann wurde am 9. Juli 1908 geboren. Er arbeitete als Ofenarbeiter im Stahlwerk Hennigsdorf und war Mitglied der KPD. Am 14. Mai 1933 wurde er mit anderen Widerstandskämpfern verhaftet und in das KZ Meissnershof gebracht, wo er am 16. Mai 1933 erschossen und danach, eingenäht in einen Sack, in die Havel bei Hennigsdorf geworfen wurde. Nach Richard Ungermann war in Velten die Ungermannstraße (heutige Wilhelmstraße) und seit 1976 die POS „Richard Ungermann“ (seit 1998 Linden-Grundschule) benannt. Eine Gedenktafel am Haus Wilhelmstraße 19 war im Denkmalverzeichnis eingetragen, das Haus existiert jedoch nicht mehr. Die Gedenktafel trug ursprünglich die Inschrift: „In diesem Hause wohnte Richard Ungermann, geb. 9.7.1908, Mitglied der KPD. Am 14.5.1933 verhaftet und in das SA-Konzentrationslager Oranienburg/Brauerei, Teillager Meisnershof verschleppt, fand er nach entsetzlichen Folterungen im Mai 1933 den Tod.“ in den 1980er Jahren ersetzt durch: „Hier wohnte der antifaschistische Kämpfer Richard Ungermann geb. 9.7.1908 am 16.5.1933 von den Faschisten ermordet“. |

## Verlegedatum
Die Verlegung der ersten vier Stolpersteine in der Breiten Straße 74 in Velten erfolgte durch Gunter Demnig persönlich am 30. März 2015. Am 20. Februar 2020 verlegte er drei weitere Stolpersteine in der Wilhelmstraße.